# Pendule simple de longueur variable
Le pendule simple de longueur variable modélise une charge soulevée par une grue.
Quand la longueur se raccourcit, l'amplitude des oscillations augmente et la puissance du moteur de la grue ne se réduit plus à lutter contre la pesanteur.

## Équation du mouvement
Le fil supportant la masse m est de masse négligeable, sans raideur et inextensible. Sa longueur est {\displaystyle l(t)=OM}, O étant fixe.
Le théorème du moment cinétique appliqué en O ou bien l'accélération orthoradiale donnent l'équation du mouvement :
{\displaystyle m{\frac {\mathrm {d} }{\mathrm {d} t}}{(l^{2}{\dot {\theta }})}=-mgl\sin \theta }
ou
{\displaystyle l^{2}{\ddot {\theta }}+2l{\dot {l}}{\dot {\theta }}+gl\sin \theta =0}
soit
{\displaystyle {\ddot {\theta }}+2{\frac {\dot {l}}{l}}{\dot {\theta }}+{\frac {g}{l}}\sin \theta =0}
On peut y reconnaître une équation de pendule avec un terme de "résistance". Si la longueur se raccourcit, c'est une résistance "négative" : d'où l'intuition que l'amplitude va augmenter. Cela, néanmoins n'est pas évident car g/l varie aussi. D'ailleurs, se pose la question pour l'arc {\displaystyle L=l\theta }, car l'équation satisfaite par L est :
{\displaystyle {\ddot {L}}+g\sin {\frac {L}{l}}={\frac {\ddot {l}}{l}}L}
pour les faibles valeurs de L/l, elle se réduit à celle d'un pendule avec une pesanteur apparente (g - l") : l'arc L augmente-t-il ? On est ramené à un problème de pendule paramétrique.

## Bilan d'énergie
Il se résume au théorème de l'énergie cinétique en coordonnées polaires : appelons l(t) = r, comme il est usuel. Les deux équations du pendule se réduisent à :
- {\displaystyle {\ddot {r}}-r{\dot {\theta }}^{2}=g\cos \theta -N}
- {\displaystyle r{\ddot {\theta }}+2{\dot {r}}{\dot {\theta }}=-g\sin \theta }

Il faut multiplier la première par {\displaystyle {\dot {r}}} et la deuxième par {\displaystyle r{\dot {\theta }}} pour faire apparaître l'énergie cinétique :
{\displaystyle {\frac {1}{2}}{\frac {\mathrm {d} }{\mathrm {d} t}}({\dot {r}}^{2}+r{\dot {\theta }}^{2})+{\frac {\mathrm {d} }{\mathrm {d} t}}(gz)=-N{\dot {r}}=P}
Il apparaît que la puissance P de la grue ne se limite pas à lutter contre la pesanteur.

## Autre expérience
Au lieu de laisser filer le fil au travers de la perle[Quoi ?] située en O, on peut au contraire élever la perle-de-céramique[Quoi ?] en A , {\displaystyle l(t)=OA(t)} avec une vitesse dl/dt.
L'analyse est la même à condition de se placer dans le référentiel accéléré R (origine A) où la pesanteur apparente est simplement g - l". L'équation en L(t) se simplifie encore ; en fait il faudrait montrer l'identité des deux expériences ; là aussi le bilan d'énergie requiert de l'attention[style à revoir].